# Ferenc Barkóczy

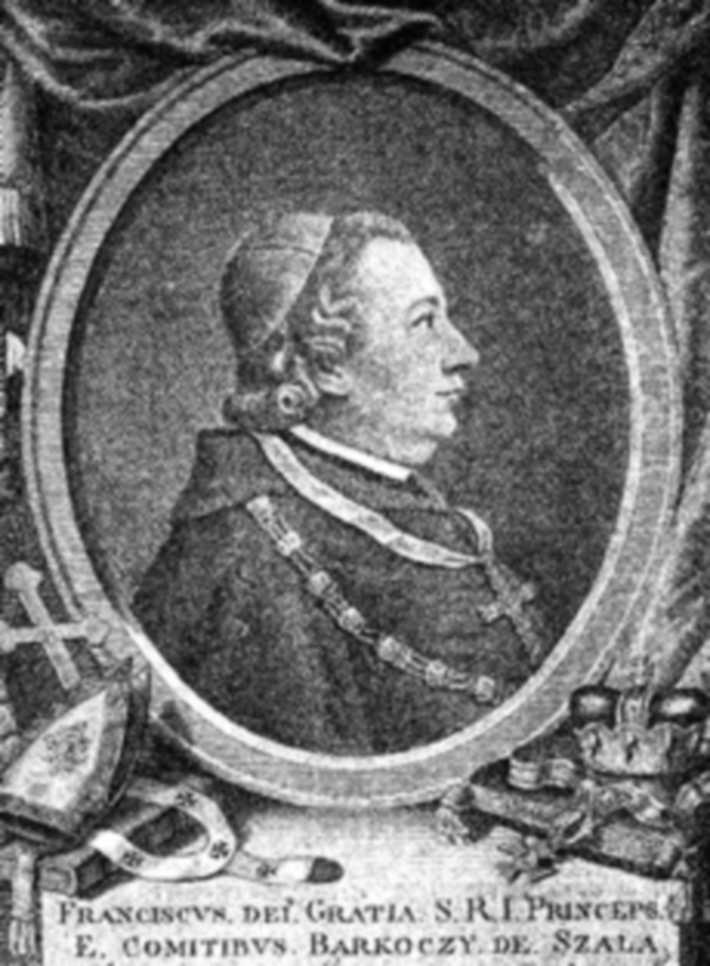
Ferenc Barkóczy, Erzbischof von Eger (1744–1761), Erzbischof von Gran (1761–1765)

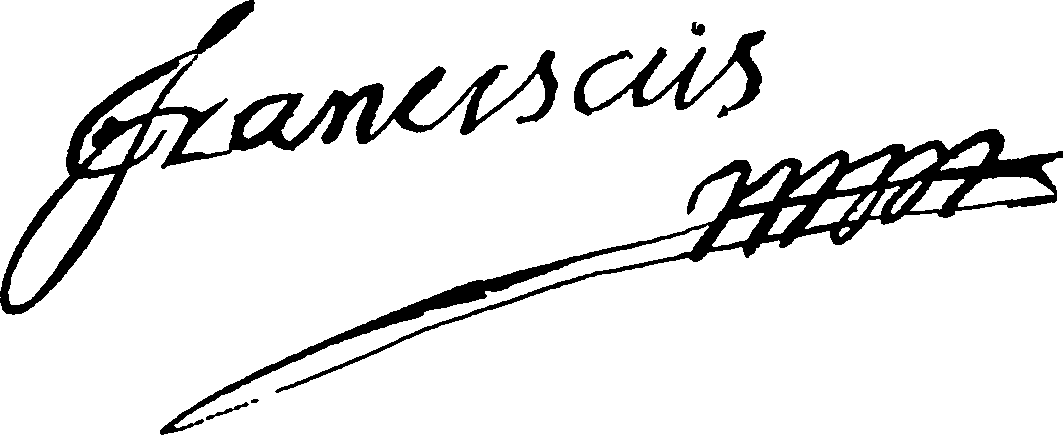
Signatur

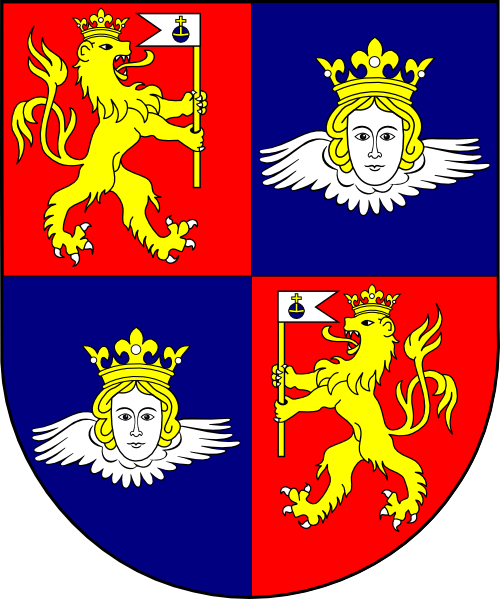
Wappen Erzbischof Ferenc Barkóczy

Ferenc Barkóczy de Szala [ˈfɛrɛnʦ ˈbɒrkoːʦi] (* 15. Oktober 1710 in Dobrensi; † 18. Juni 1765 in Preßburg, heute Bratislava), slowakisch František Barkóczy oder František Barkóci, war 1744 bis 1761 Erzbischof von Eger, und schließlich von 1761 bis 1765 Erzbischof von Gran.
Barkóczy war das dritte Kind von Ferenc Barkóczy († 1711) und Júlia Zichy de Zich et Vásonykeö († 1746). Er wurde am 14. April 1733 zum Priester geweiht. Am 2. Januar 1741 wurde er von Papst Benedikt XIV. zum Titularbischof von Tanagra ernannt. Am 10. Mai 1745 zum Erzbischof von Eger und am 13. Juni 1761 zum Erzbischof von Gran ernannt.